# Symphonie no 2 de Roussel
Pour l’article homonyme, voir Symphonie no 2.
La Symphonie no 2 en si bémol majeur op. 23 est une œuvre écrite par Albert Roussel entre 1919 et 1921.

## Historique
Roussel a écrit quatre symphonies, la deuxième ayant été composée à peu près 15 ans après sa première et neuf ans avant sa troisième, marquant une transition entre ses premières œuvres, d'inspiration impressionniste et celles, plus personnelles, de sa maturité. Le musicien venait juste d'être démobilisé.
Roussel a commencé la composition de la Symphonie no 2 en 1919 au Cap Brun. Des raisons de santé ont interrompu le travail. L'œuvre a été terminée en 1921 à Varengeville près de Dieppe.
La deuxième symphonie a été créée le 4 mars 1922 par l'orchestre des concerts Pasdeloup sous la direction de Rhené-Baton. L'accueil fut mitigé mais l'œuvre fut secondairement défendue par Serge Koussevitzky.

## Structure
La symphonie se compose de trois mouvements et son exécution demande environ un peu moins de trois quarts d'heure
1. Lent
2. Modéré
3. Très lent

## Orchestration
| Instrumentation de la seconde symphonie                                                                                |
| Cordes |
| premiers violons, seconds violons, altos, violoncelles, contrebasses, 1 harpe                                          |
| Bois |
| 3 flûtes, 2 hautbois, 1 cor anglais 2 clarinettes en si bémol 1 clarinette basse, 3 bassons, 1 contrebasson            |
| Cuivres |
| 4 cors en fa, 4 trompettes en ut, 3 trombones, 1 tuba                                                                  |
| Percussions |
| timbales, cymbales, grosse caisse, triangle, tambour de basque et tam tam. (3 percussionnistes et 1 timbalier) celesta |